# Должа (озеро, Витебская область)
До́лжа (бел. До́ўжа) — озеро в Поставском районе Витебской области Беларуси, расположено в 8 км к югу от города Поставы.
Площадь поверхности — 1,04 км², водосбора — 10,3 км², наибольшая глубина — 13,7 м, длина береговой линии — 12,24 км, объём воды — 5,73 млн м³. Озеро имеет вытянутую форму с юго-востока на северо-запад (4,89 км на 0,21 км). Береговая линия извилистая. 
Озеро находится в бассейне реки Мяделки на севере Свенцянской возвышенности.
На мелководье дно песчаное, на глубине — сапропель и ил. Берега заросшие (ширина 3—20 м, около 13 % поверхности). Подводная часть котловины корытообразной формы. Литоральнные и сублиторальные склоны крутые. Глубины до 2 м занимают 16 % площади озера.
В озере распространены щука, лещ, плотва, окунь, ёрш, красноперка, уклея, в заливах — карась и линь.
Озеро эвтрофное и слабопроточное. Связано протокой с озером Глодово. На берегу озера деревни Должа, Параски, Шабаны.